# Arbre sec

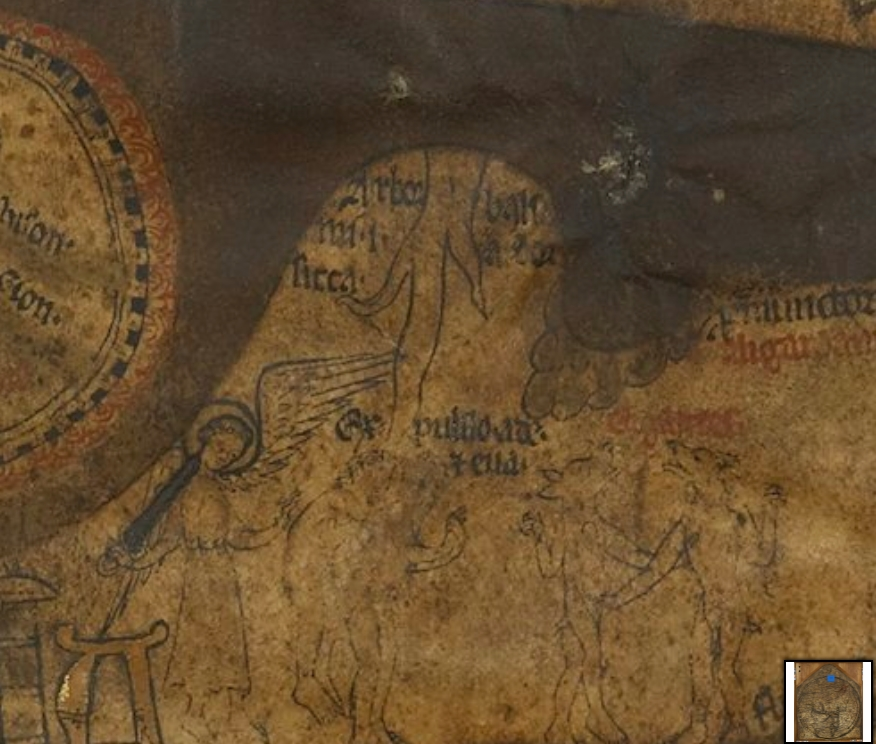
L'Arbre sec sur la carte de Hereford (XIII).

L’Arbre sec ou Arbre seul ou Arbre du Soleil et de la Lune est un arbre légendaire, parfois décrit comme un arbre oraculaire. 

## Histoire
Initialement l'Arbre sec est celui de la Bible : « Je suis le Seigneur qui … dessèche l'arbre vert et fait refleurir l'arbre sec » (Ézéchiel, 17:24). Ce vieux thème (dont la rue de l'Arbre-Sec à Paris témoigne depuis le XIIIe siècle) renvoie aussi à la mythologie grecque, où le platane, dont l'écorce se renouvelle par plaques, était un symbole de régénération.

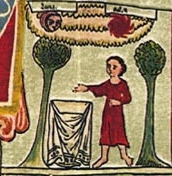
Les arbres du soleil et de la lune sur la carte d'Ebstorf (XIII).

Au Moyen Âge, le Roman d'Alexandre en parle d'une autre façon dans une supposée lettre qu'Alexandre le Grand aurait écrite à Aristote, dans laquelle Alexandre décrit sa troublante rencontre avec deux arbres oraculaires parlant d'une voix humaine, appelés l'arbre du Soleil et de la Lune. L'arbre du soleil annonce à Alexandre sa mort prochaine et ses circonstances,.
Le Roman d'Alexandre ayant été très diffusé, on peut voir l'Arbre représenté sur plusieurs cartes médiévales, notamment la carte d'Hereford (fin du XIIIe siècle environ) où il est situé en Asie, avec comme légende Arbor Balsami, id est Arbor Sicca (Arbre Balsami, ceci est L'Arbre Sec). Sur la carte d'Ebstorf, datée approximativement du même siècle, ce sont ici deux arbres qui sont représentés, prenant un espace relativement important, dans la même région supposée, avec un être humain au milieu ainsi que les symboles du Soleil et de la Lune, le tout encadré et aussi placé dans les Indes, à l'extrémité est du monde représenté.
Le Cyprès d'Abarqu, arbre remarquable de 4 500 ans (dont Alexandre aurait pu chronologiquement connaître l'existence) vivant encore aujourd'hui dans l'actuel Iran, est un candidat intéressant pour remonter aux sources du mythe. En effet, selon sa propre légende, il aurait été planté par Zoroastre, ce qui pourrait expliquer les origines d'une partie de la symbolique (Soleil et Lune) entourant tout au cours de l'Histoire la légende de l'arbre sec. Cet arbre est actuellement situé dans l'enceinte de la Grande Mosquée d'Abarqu, qui était à l'origine un temple du feu (Chahar Taqi) Zoroastrien. Dans le Roman d'Alexandre de Pseudo-Callisthène, un « temple du soleil » est également mentionné à l'endroit où Alexandre rencontre les « arbres du Soleil et de la Lune ».
Il existait aussi un ancien grand cyprès remarquable à Kashmar, dans l'Iran actuel, qui a été coupé et transporté en 861, au grand dam de la population locale de l'époque, sous les ordres du calife Mutawakkil, qui voulait l'utiliser comme pilier pour son nouveau palais à Samarra ; le calife mourut la même année avant d'avoir pu l’ériger. Cet arbre serait lié au Cyprès d'Abarqu par des légendes zoroastriennes et iraniennes et, toujours selon elles, aurait été aussi planté par Zarathoustra plusieurs millénaires auparavant,.
Le Livre de Marco Polo décrit « l'Arbre seul que nous appelons Arbre sec » comme étant un grand platane, et désigne aussi sous le nom le Khorassan : « une très grande plaine (qui) est en la fin de Perse vers le nord ». Il ajoute que « ceux de cette contrée disent (que) là fut la bataille d'Alexandre contre le roi Darius ».

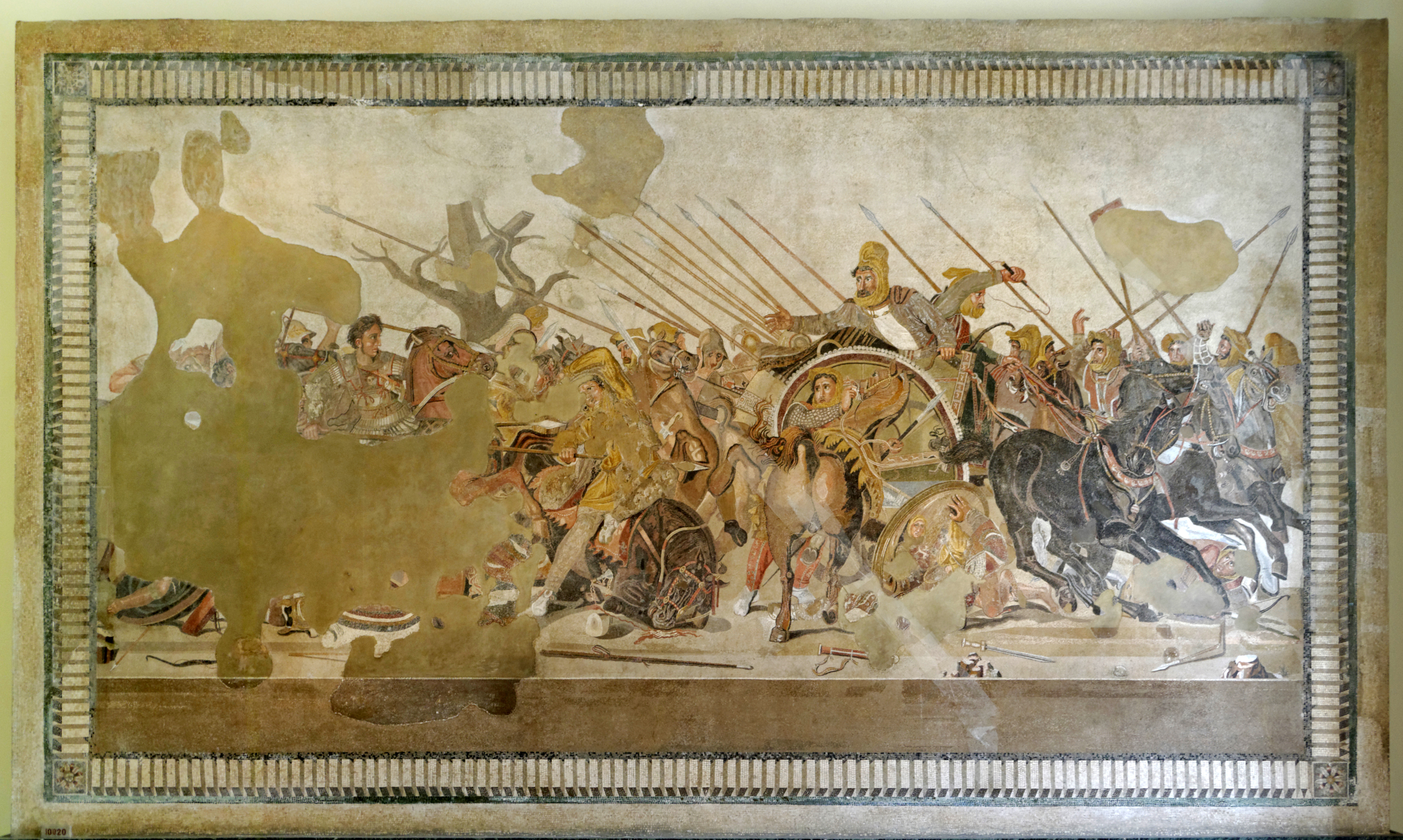
Mosaïque de la bataille d'Issos, Maison du Faune à Pompéi, musée archéologique national de Naples.

On remarque qu'un arbre solitaire décharné est bien visible sur la mosaïque de la bataille d'Issos trouvée à Pompéi.
Par la suite, la légende de l'arbre sec a été rapportée par l'aventurier bavarois Johannes Schiltberger, qui l'assimile au Chêne de Mamré. Il prétend que les musulmans l'appellent « Kurrutherek » ou « Sirpe », ce dernier nom faisant référence au terme turco-persan qui signifie « cyprès ».
L'ambassadeur espagnol Clavijo a découvert un arbre sec à Tabriz, mais il ne s'agit pas du même arbre. Selon la légende de la ville, des musulmans voulaient couper des arbres à une époque où des chrétiens arrivaient en ville ; les hommes qui donnaient des coups de hache moururent dans l'instant.